# THE BEST / 南沙織 -1978年6月版-
『THE BEST / 南沙織』（ザ・ベスト / みなみさおり）は、南沙織のベスト・アルバム。1978年6月21日発売。発売元はCBSソニー。

## 解説
- 同年10月に引退をしたため、現役中に発売された最後のベストアルバムとなる。
- 大型ポスターが封入された。
- アルバム単体作品としてはCD復刻化はされていないが、全楽曲は既に他アイテムでCD化済み。例えば、1998年11月21日発売の『GOLDEN J-POP/THE BEST 南沙織』にすべて収録されている。

## 収録曲

### Side A
1. 愛なき世代
  - 作詞: 松本隆、作曲: 木戸一成、編曲: 萩田光雄
2. 春の予感‐I've been mellow‐
  - 作詞・作曲・編曲: 尾崎亜美
3. 哀しい妖精
  - 作詞: 松本隆、作曲: ジャニス・イアン、編曲: 萩田光雄
4. 街角のラブソング
  - 作詞・作曲: つのだひろ、編曲: 萩田光雄
5. ゆれる午後
  - 作詞: 有馬三恵子、作曲: 筒美京平、編曲: 萩田光雄
6. 木枯しの精
  - 作詞・作曲: 丸山圭子、編曲: 萩田光雄
7. 愛はめぐり逢いから
  - 作詞: 岡田冨美子、作曲・編曲: 林哲司

### Side B
1. 人恋しくて
  - 作詞: 中里綴、作曲: 田山雅充、編曲: 水谷公生
2. 色づく街
  - 作詞: 有馬三恵子、作曲・編曲: 筒美京平
3. 夜霧の街
  - 作詞: 有馬三恵子、作曲・編曲: 筒美京平
4. 哀愁のページ
  - 作詞: 有馬三恵子、作曲・編曲: 筒美京平
5. 傷つく世代
  - 作詞: 有馬三恵子、作曲・編曲: 筒美京平
6. 純潔
  - 作詞: 有馬三恵子、作曲・編曲: 筒美京平
7. 17才
  - 作詞: 有馬三恵子、作曲・編曲: 筒美京平

## 関連作品
- 「THE BEST」シリーズ
  - THE BEST / 南沙織 -1978年11月版-
  - THE BEST / 南沙織 -1979年6月版-
  - THE BEST / 南沙織 -1979年11月版-
  - THE BEST / 南沙織 -1980年版-
  - THE BEST / again 南沙織
  - THE BEST / 南沙織 -1982年版-
  - 南沙織 THE BEST 〜 Cynthia-ly
- シングルセレクション・ベスト
  - 南沙織ヒット全曲集 -1975年版-
  - THE BEST / 南沙織 -1979年6月版-
  - THE BEST / again 南沙織
  - 南沙織のすべて
  - 南沙織ベスト・コレクション
  - DREAM PRICE 1000 南沙織 17才
  - DREAM PRICE 1000 南沙織 色づく街
  - 南沙織 スーパー・ベスト
  - 南沙織 BEST OF BEST

## 関連人物
- 有馬三恵子
- 筒美京平
- 萩田光雄
- 松本隆